# Cantone dei cavalieri del Kocher

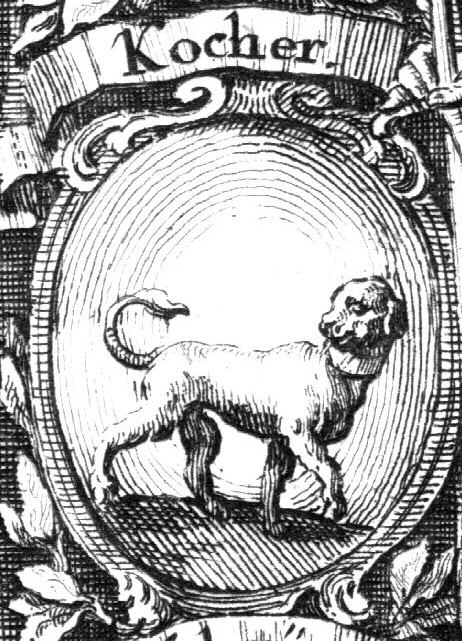
Stemma del cantone dei cavalieri del Kocher nel Codex diplomaticus equestris cum continuatione del 1721

Il cantone dei cavalieri del Kocher (tedesco: Ritterkanton Kocher) fu un circolo di cavalieri del Sacro Romano Impero appartenente al Circolo dei cavalieri della Svevia.

## Confini
L'area del cantone del Kocher si estendeva nella regione circostante il corso del fiume Kocher in Svevia, in Germania.

## Storia
Il cantone dei cavalieri del Kocher venne creato nel XVI secolo in Germania, in Svevia. Esso aveva sede nella città di Esslingen, dove si trovava la Ritterhaus.
Il circolo venne chiuso col crollo del Sacro Romano Impero, la mediatizzazione degli stati principeschi e la soppressione infine dei circoli cavallereschi il 16 agosto 1806.

## Famiglie dei cavalieri imperiali del cantone di Kocher
- Adelmann von Adelmannsfelden
- Angelloch
- Bacmeister
- Baldeck auf Burg Baldeck
- Berlichingen
- Bernhausen aus Bernhausen
- Beroldingen
- Bidembach von Treuenfels
- Böcklin von Böcklinsau
- Breuning von Buchenbach
- Bubenhofen
- Eyb
- Dachenhausen
- Degenfeld
- Diemantstein, Reichsgrafen, Herrschaft Diemantstein
- Eroldsheim; Castello di Erolzheim
- Fetzer von Ockenhausen; Oggenhausen
- Frauenberg; Ganerbenbesitz in Talheim
 Castello di Frauenberg
- Freyberg
- Fronhofen?; Castello di Fronhofen
- Gaisberg: Signoria di Helfenberg
- Göllnitz
- Gemmingen
- Gültlingen
- Güss von Güssenberg; Castello di Güssenburg
- Helmstatt
- Herter von Hertneck; Castello di Harteneck
- Herwarth von Bittenfeld
- Hofer von Lobenstein
- Holdermann von Holderstein
- Holtz
- Hürnheim
- Jäger von Gärtringen, Höpfigheim
- Jaxtheim, Jagstheim
- Kaltental; Kaltental
- Knörringen
- Landenberg
- Laiming
- Leutrum von Ertingen
- Liebenstein
- Massenbach
- Megenzer von Velldorf
- Münch
- Münchingen
- Neuhausen; Neuhausen auf den Fildern
- Nippenburg
- Notthafft
- Palm: Signoria di Steinbach
- Pappenheim
- Preysing
- Rauch von Winnenden
- Rechberg
- Reichlin von Meldegg
- Riexingen
- Rinderbach; Gmünder (famiglia patrizia)
- Sachsenheim
- Schenk von Schenkenstein, Castello di Schenkenstein
- Schenk von Winterstetten; Castello di Schmalegg, Castello di Winterstetten
- Schertlin von Burtenbach
- Schilling von Cannstatt
- Schütz-Pflummern
- Seckendorff
- Senft von Sulburg; auf der Suhlburg, Signoria di Matzenbach
- Sirg von Sirgenstein; Castello di Syrgenstein, Syrgenstein
- Sperberseck
- Speth, Späth, Speth von Zwiefalten
- Stadion
- Stain
- Stammheim aus Stammheim, Signoria di Zazenhausen
- Stauffenberg
- Sturmfeder von Oppenweiler
- Talheim
- Thannhausen
- Thumb von Neuburg
- Thurn und Taxis
- Vohenstein; Castello di Vohenstein
- Weiler; aus Weiler im Allgäu
- Welden; Castello di Welden
- Wernau
- Westernach
- Westerstetten; Castello di Westerstetten in Westerstetten
- Woellwarth
- Zobel